# Anthonie Waterloo

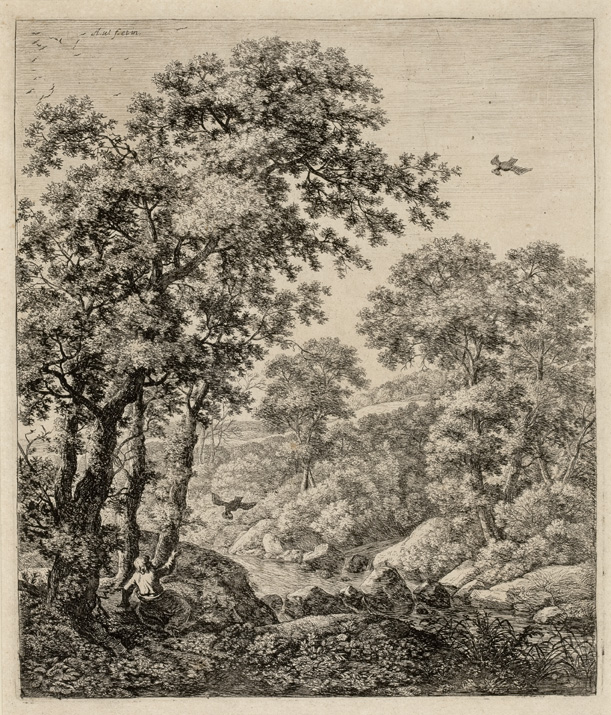
Elia

Anthonie Waterloo, född 1609 i Lille, död 1690 i Amsterdam, var en flamländsk konstnär.
Waterloo företog resor i Belgien, Nordtyskland och norra Alperna. Han var främst verksam som grafiker och tecknar av i första hans stora, atmosfäriska landskap.